# Acrotrichis arnoldi
Acrotrichis arnoldi är en skalbaggsart som beskrevs av Rosskothen 1935. Acrotrichis arnoldi ingår i släktet Acrotrichis, och familjen fjädervingar. Arten är reproducerande i Sverige.